# Calosota metallica
Calosota metallica är en stekelart som först beskrevs av Charles Joseph Gahan 1922.  Calosota metallica ingår i släktet Calosota och familjen hoppglanssteklar. Inga underarter finns listade.